# Louis Damien Tardy comte de Montravel
Louis Damien Tardy comte de Montravel, né à La Voulte-sur-Rhône le 2 octobre 1750 et mort à Joyeuse le 6 janvier 1840 , est le Ier comte de Montravel.

## Biographie
Jean Louis Damien de Tardy de Montravel, fils de Jean Fleury Tardy de Montravel et de Marie Héléne de Chantereau, né à La Voulte-sur-Rhône le 2 octobre 1750 et mort à Joyeuse le 6 janvier 1840. Il épouse le 5 novembre 1780 Marie Rosalie Dorothée Pellier de Sampzon (une des plus belles fortunes du Vivarais) dont il eut 5 enfants.

## Carrière
Installé à Joyeuse à la suite de son mariage, il y reste pendant la Révolution.
Il est fait comte héréditaire par Louis XVIII en 1814.
Il géra la fortune de son épouse et la sienne.

## Descendance
- Louis Antoine Fleury de Tardy de Montravel ;
- Antoine Maurice Tardy de Montravel (épouse Marie-Suzanne-Françoise Fanny du Rouchet de Chazotte-Carrière) ;
- Marie Adèle Philippe de Tardy de Montravel ;
- Louis Victor Eugène de Tardy de Montravel (épouse Anne-Jacqueline-Laurence de Chaléon-Chambrier le 2 mars 1840 à Vif, deviennent châtelains du château des Chaléon)[1] ;
- Marie Madeleine Thérèse Elisabeth de Tardy de Montravel.